# Estação de Watford Junction
A Estação de Watford Junction é uma estação ferroviária que serve Watford, Hertfordshire, perto de Londres. A estação está na West Coast Main Line (WCML), a 17 milhas de London Euston e a Abbey Line, um ramal para St Albans. As viagens para Londres levam entre 16 e 52 minutos, dependendo do serviço utilizado: tempos mais curtos em trens rápidos sem escalas e mais lentos nos serviços da Watford DC line. Os trens também circulam para Clapham Junction e East Croydon através da West London Line. A estação é um importante centro para serviços de ônibus locais e a estação de conexão para ônibus para Warner Bros. Studio Tour London – The Making of Harry Potter. A estação está localizada ao norte de um viaduto sobre o vale de Colne e imediatamente ao sul do Watford Tunnel.
É o terminal da Watford DC Line, do London Overground, que a liga à Estação Euston. Fará parte da futura extensão da Bakerloo line.